# Rupećica
Rupećica je rječica u Hrvatskoj.
Nedaleko od izvora Bistrac nalazi se izvor i ponor Rupećice te Šmitovo ili Zeleno jezero. Ti lokaliteti čine jedan krški sustav. Iz izvora Rupećice teče tok koji zbog kamenog zida za potrebe mlina  stvara malo jezerce. Sama rječica Rupećica protječe uvalom duljine 50-ak metara do ponora Rupećice. Tok se prelijeva kroz zid ponire u ponor Rupećice u stijenskom amfiteatru. Prije ponora napravljena je kamena brana za potrebe nekadašnjeg mlina i pilane.
Lokalitete prvi put spominje geolog Josip Poljak 1926. i 1935. godine, a 1961. u sklopu regionalnih speleoloških istraživanja za potrebe JNA ponovo se spominje izvor Rupećice. Članovi HPD-a Željezničar" 2000. godine počeli su s istraživati potopljen dijelove izvora i ponora Rupečice te Zelenog jezera.
Ulaz u izvor nalazi se nekoliko metara iznad jezera nakon kojeg se nastavlja rječica, između kamenih blokova obraslih zelenom mahovinom a za vrijeme izuzetno visokih voda, iz ulaza voda istječe preko kamenih blokova. U sušnim razdobljima izvor Rupećice je špilja u kojoj je suhi kanal dug 7 m, a potopljeni špiljski kanal 75 m.
Ulaz u potopljeni kanal malo je jezerce u kojem se nalazi suženje, prolaz između kamenih blokova, kroz koje se prolazi u potopljeni kanal širine 5 m i visine 4m. Na ulaznom se dijelu nalaze prekrasni stalaktiti narančaste boje, raznih neobičnih oblika i dimenzija. Ti stalaktiti nastali su u vrijeme kada taj dio stropa špilje nije bio potopljen.
Izvor Rupećice stanište je, osim čovječje ribice, i nove vrste kugalašice roda Monolistra